# Kasteel van Ogrodzieniec

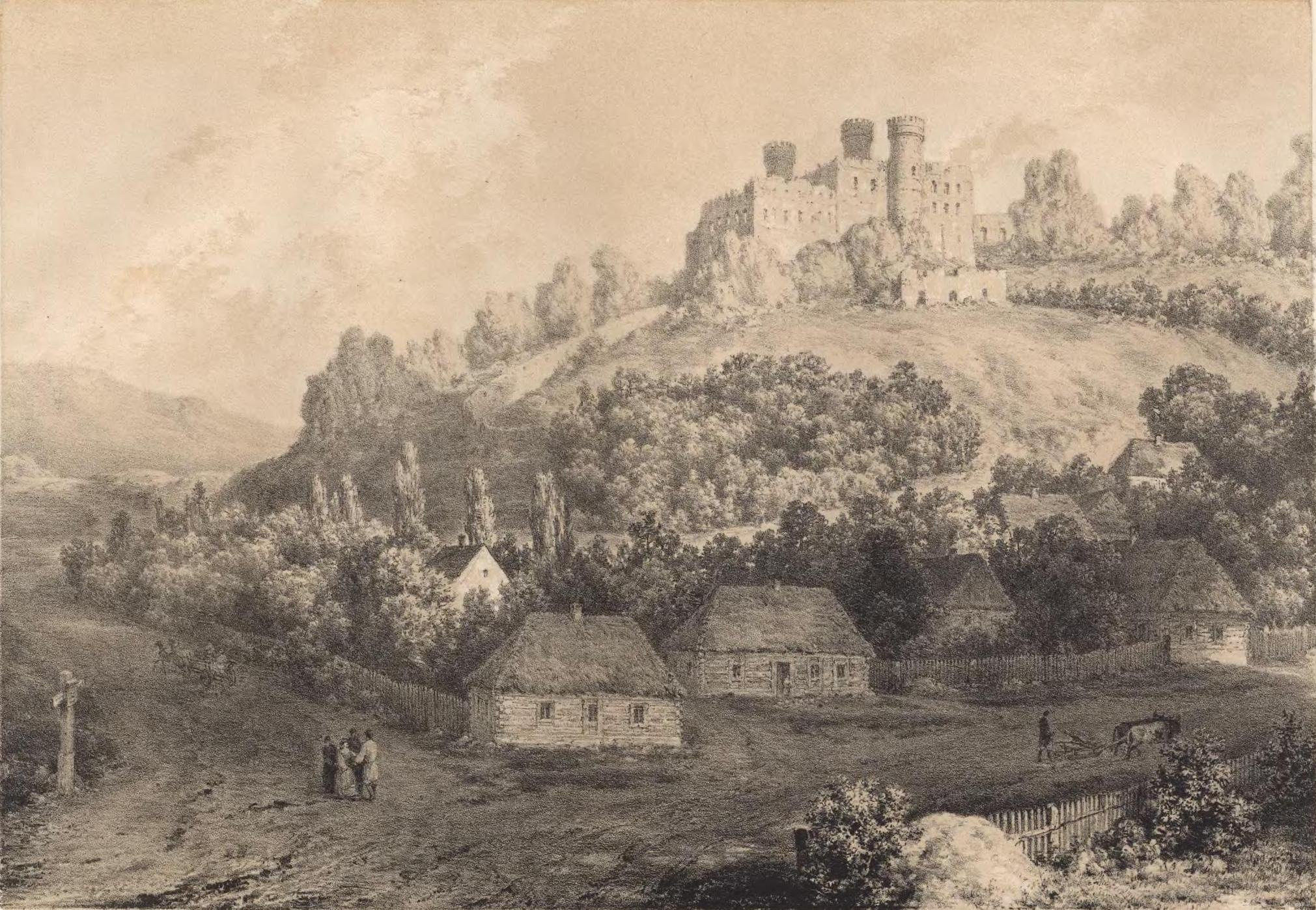
Het kasteel, door Napoleon Orda

Het Kasteel van Ogrodzieniec is een middeleeuws kasteel nabij het Poolse dorpje Ogrodzieniec in het woiwodschap Silezië. Momenteel blijft er enkel een ruïne over. Het kasteel veranderde in de loop der tijd vele keren van vorm; aanvankelijk werd het gebouwd voor de familie Włodkowie Sulimczycy. Het staat op een heuvel van 515,5 m hoog die de naam Kasteelberg (Pools:Góra Zamkowa) draagt. Deze heuvel is ook de hoogste in de wijde regio. De kasteelruïne ligt op de Adelaarsnestroute en is toegankelijk voor bezoekers.

## Geschiedenis
De eerste burcht werd hier gebouwd in het begin van de 12e eeuw door Bolesław III van Polen, maar werd door de Mongolen vernield in 1241. Halfweg de 14e eeuw werd er een nieuw gotisch kasteel gebouwd om de verblijfplaats van de familie Sulimczycy te worden. Rond het kasteel stonden drie hoge rotsen, dus zo viel het kasteel minder hard op. De verdedigingsmuren werden gebouwd om de cirkel die door de rotsen gevormd werd af te maken. Een smalle opening tussen twee rotsen deed dienst als ingang tot het kasteel.
In 1470 werd het domein gekocht door Ibram en Piotr Salomon, rijke lieden uit Krakau. Hierna werd Ogrodzieniec het bezit van Jan Feliks Rzeszkowski, de rector van Przemyśl en kanunnik uit Krakau. Vervolgens werd het de eigendom van Jan Rzeszkowski en Andrzej Rzeszkowski, en behoorde later toe tot de families Pilecki en Chełmiński. In 1523 werd het kasteel gekocht door Jan Boner. Na zijn dood werd zijn neef, Seweryn Boner, de eigenaar. Hij veranderde de middeleeuwse burcht naar een kasteel in renaissancestijl van 1530 tot 1545.
In 1562 werd het kasteel eigendom van de grote kroonmaarschalk Jan Firlej, als een gevolg van zijn huwelijk met Zofia, de dochter van Seweryn Boner. Later, in 1587, veroverden de legers van Maximiliaan III van Oostenrijk het kasteel. Maximiliaan III was de afgewezen kandidaat voor de troonsopvolging van Pools-Litouwse Gemenebest. In 1655 werd het tijdens de Zweedse Zondvloed gedeeltelijk platgebrand door Zweedse troepen, wat de gebouwen aanzienlijk beschadigde. Vanaf 1669 was het kasteel van Stanisław Warszycki, een kastelein van Krakau. Hij slaagde erin de gebouwen gedeeltelijk opnieuw te bouwen.
In 1695 veranderde het kasteel nogmaals van eigenaar, nu de familie Męciński. Zeven jaar later, in 1702, was iets meer dan de helft van het kasteel platgebrand door de Zweedse troepen van Karel XII van Zweden. Na deze brand werd het nooit meer heropgebouwd. Rond 1784 kocht Tomasz Jakliński de overblijfselen van het kasteel, maar hij gaf echter niet om de staat van het kasteel. Hierdoor verlieten de laatste huurders het kasteel in 1810. De volgende eigenaar van het kasteel was Ludwik Kozłowski, die de ruïnes gebruikte als een bron van bouwmateriaal en verkocht de kasteelapparatuur aan Joodse handelaren.
De laatste eigenaar van het kasteel was de familie Wołoczyński. Na de Tweede Wereldoorlog, werd het eigendom van de Poolse staat. Deze zette een project op stapel om de ruïnes te onderhouden en ze open te stellen voor bezoekers. Deze werken startten in 1949 en waren klaar in 1973.

## Wetenswaardigheden
Volgens sommige onderzoekers van paranormale verschijnselen, is het kasteel van Ogrodzieniec een plaats waar vele donkere krachten aanwezig zijn. Een bekend lokaal verslag is die van de "Zwarte Hond van Ogrodzieniec" die al 's nachts al jagend gezien werd in de ruïnes. Getuigen verklaarden dat de geest van de zwarte hond veel groter is dan een normale hond, brandende ogen heeft en aan een zware ketting trekt. Er wordt verondersteld dat de hond de ziel is van de kastelein van Krakau, Stanisław Warszycki. Zijn ziel zou interessant genoeg ook rondspoken in de ruïnes van het kasteel van Dańków, waar het zichtbaar wordt onder de vorm van een onthoofde ruiter.
Op de onderste verdieping zijn de renaissance-fresco's van lelies nog steeds zichtbaar.
Dicht bij het kasteel, in het dorpje Podzamcze, staat een kapel die gebouwd werd met architecturale elementen van dit kasteel, zoals het portaal, de voluten en de kroonlijst. Binnenin de kapel zijn er originele elementen van de kasteelkapel terug te vinden zoals het renaissance beeldhouwwerk van Onze Lieve Vrouw. Het beeld werd door de lokale bevolking met olieverf beschilderd in folkloristische stijl.
In 1973 werd het kasteel van Ogrodzieniec gebruikt als het buitendécor in een televisieserie over Juraj Jánošík.
In 1980 werd de film "De Ridder" van Lech Majewski opgenomen in het kasteel.
In 2001 werden de ruïnes gebruikt als het decor in de film "De Wraak" van Andrzej Wajda. Voor deze film werden in het kasteel enkele versieringen aangebracht, die zijn blijven staan na de filmopnames.
In december 2019 verscheen het kasteel in de achtste aflevering van het eerste seizoen van de Netflix-serie The Witcher.

## Galerij

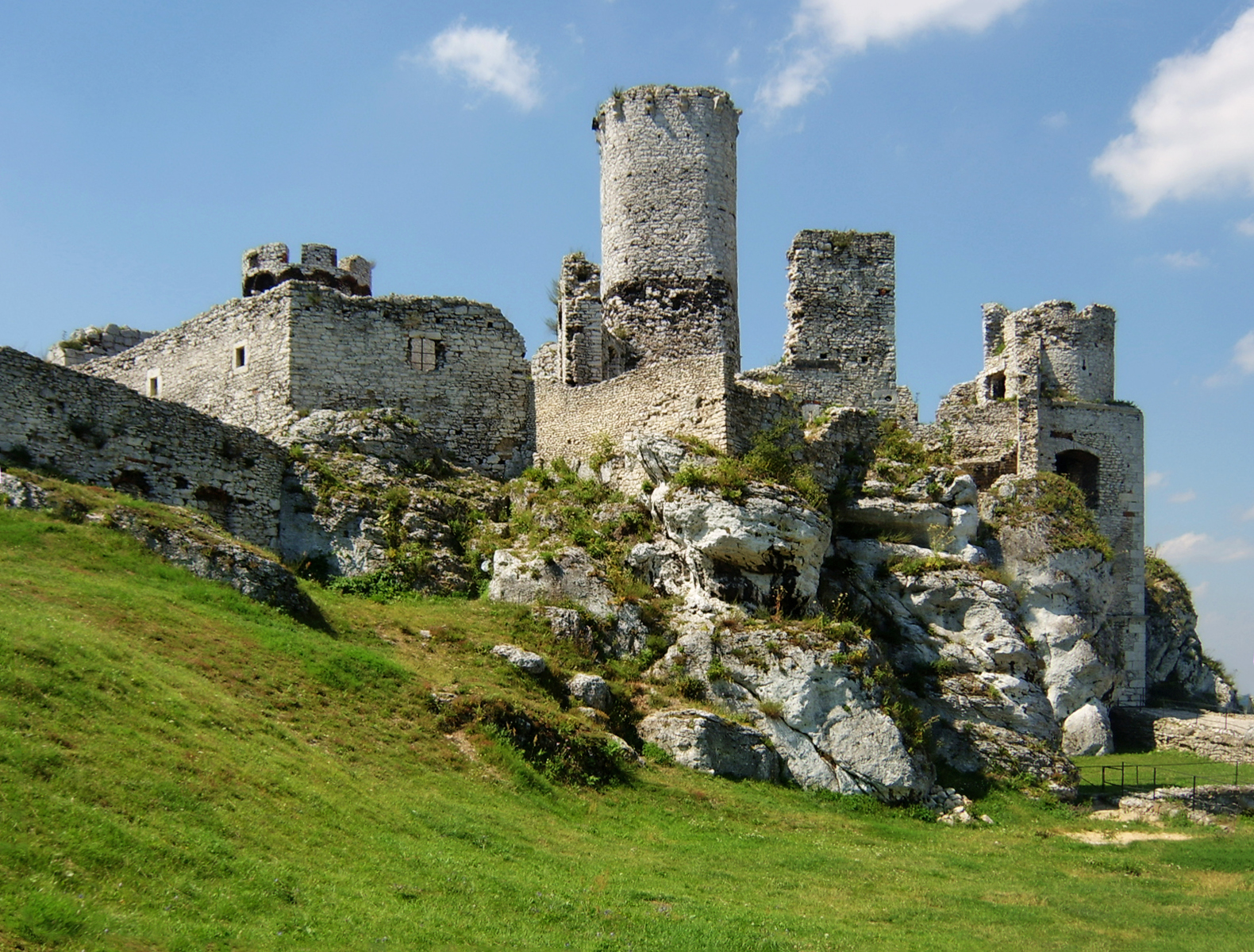
Het kasteel van Ogrodzieniec- zicht uit het oosten
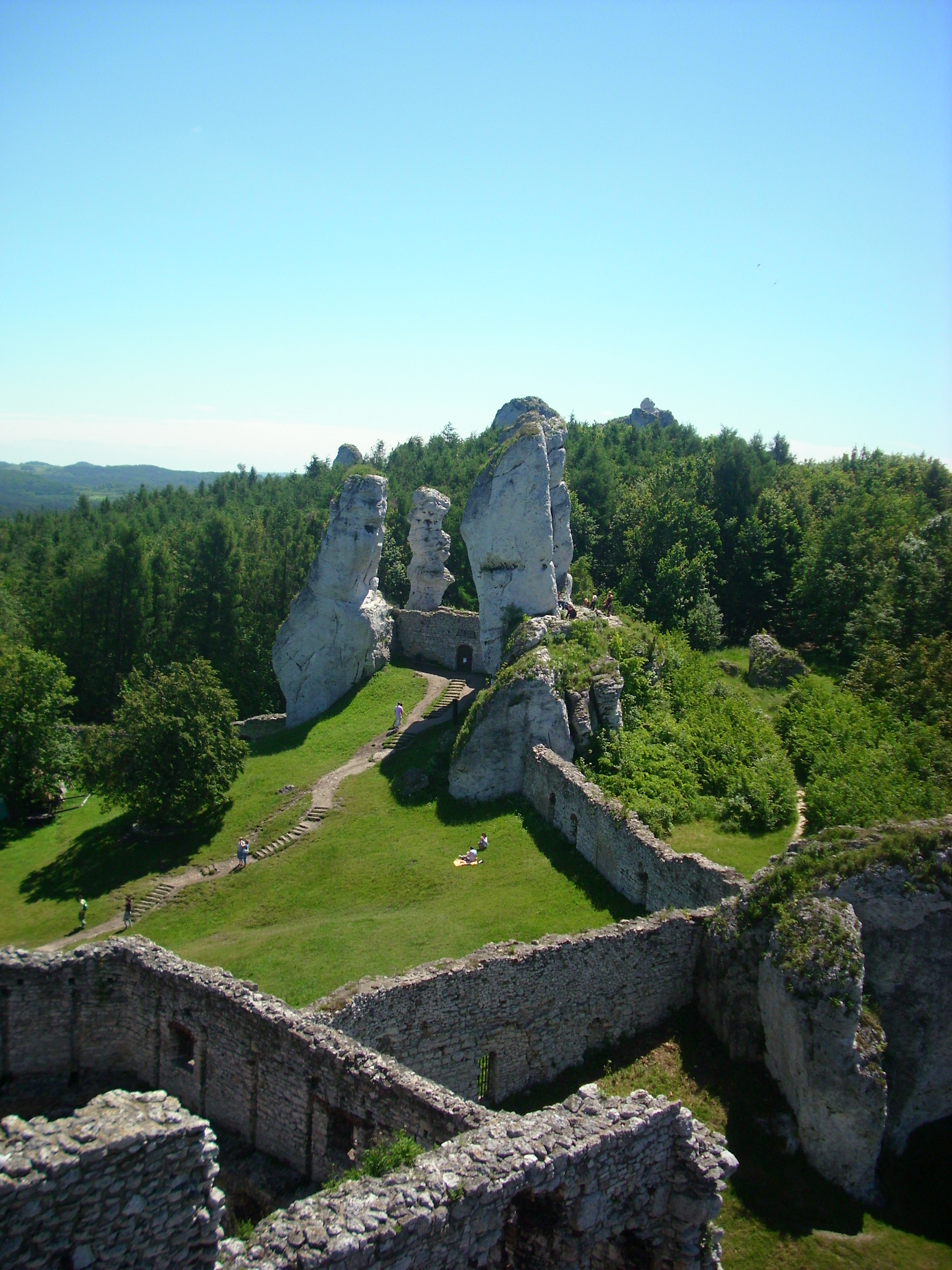
De martelkamer, gezien vanuit de toren
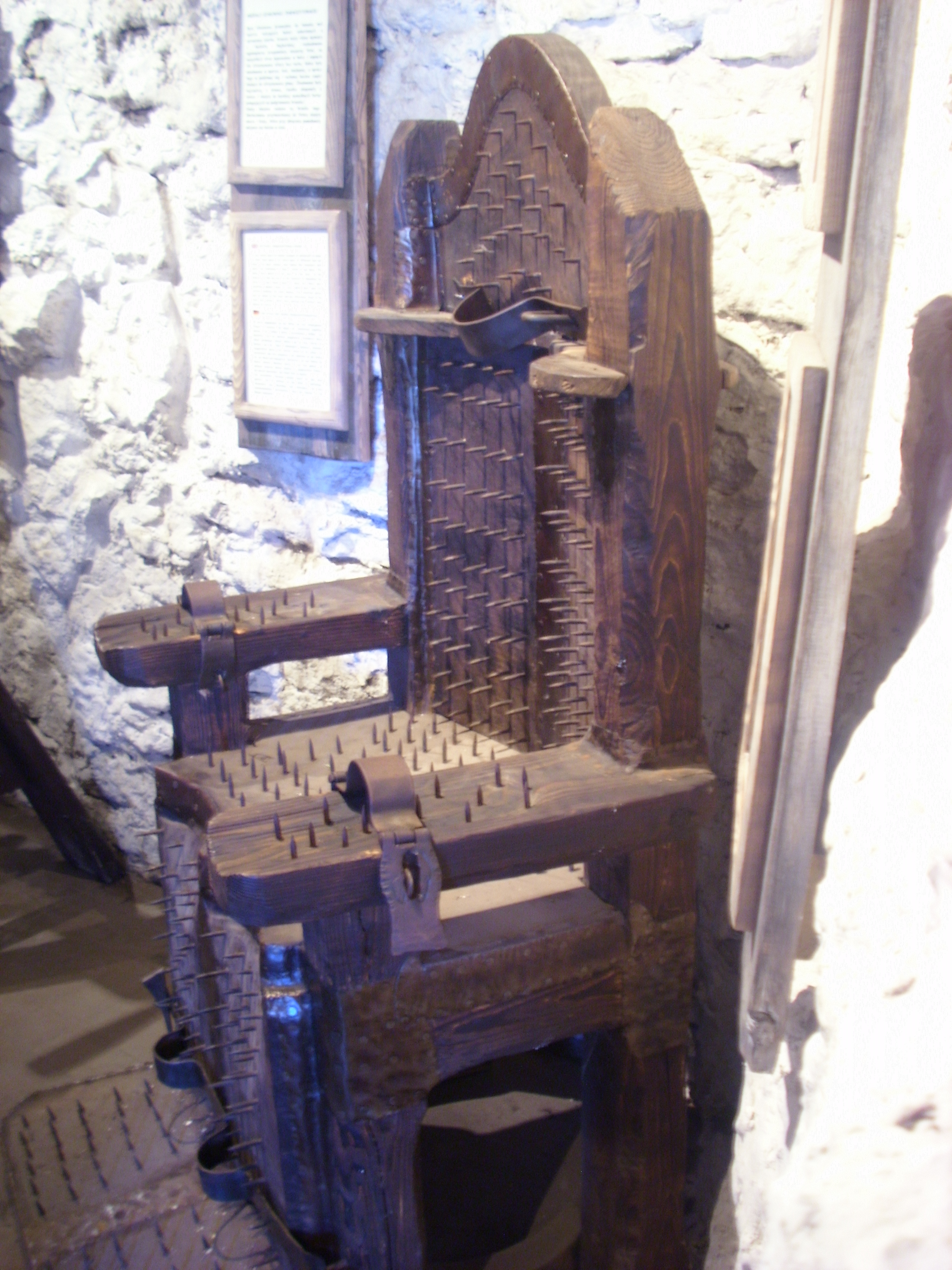
De martelkamer
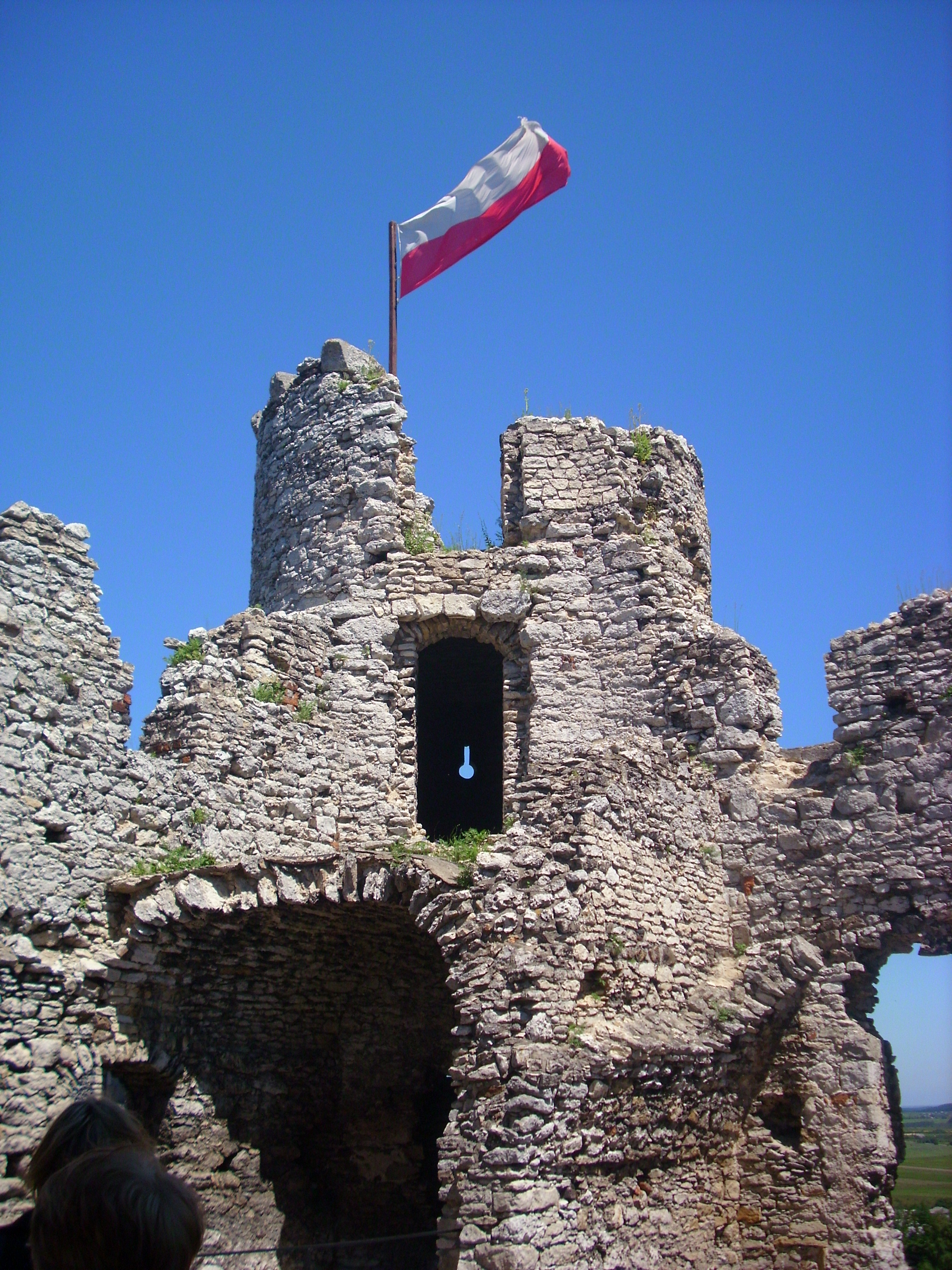
Een toren van het kasteel met de Poolse vlag
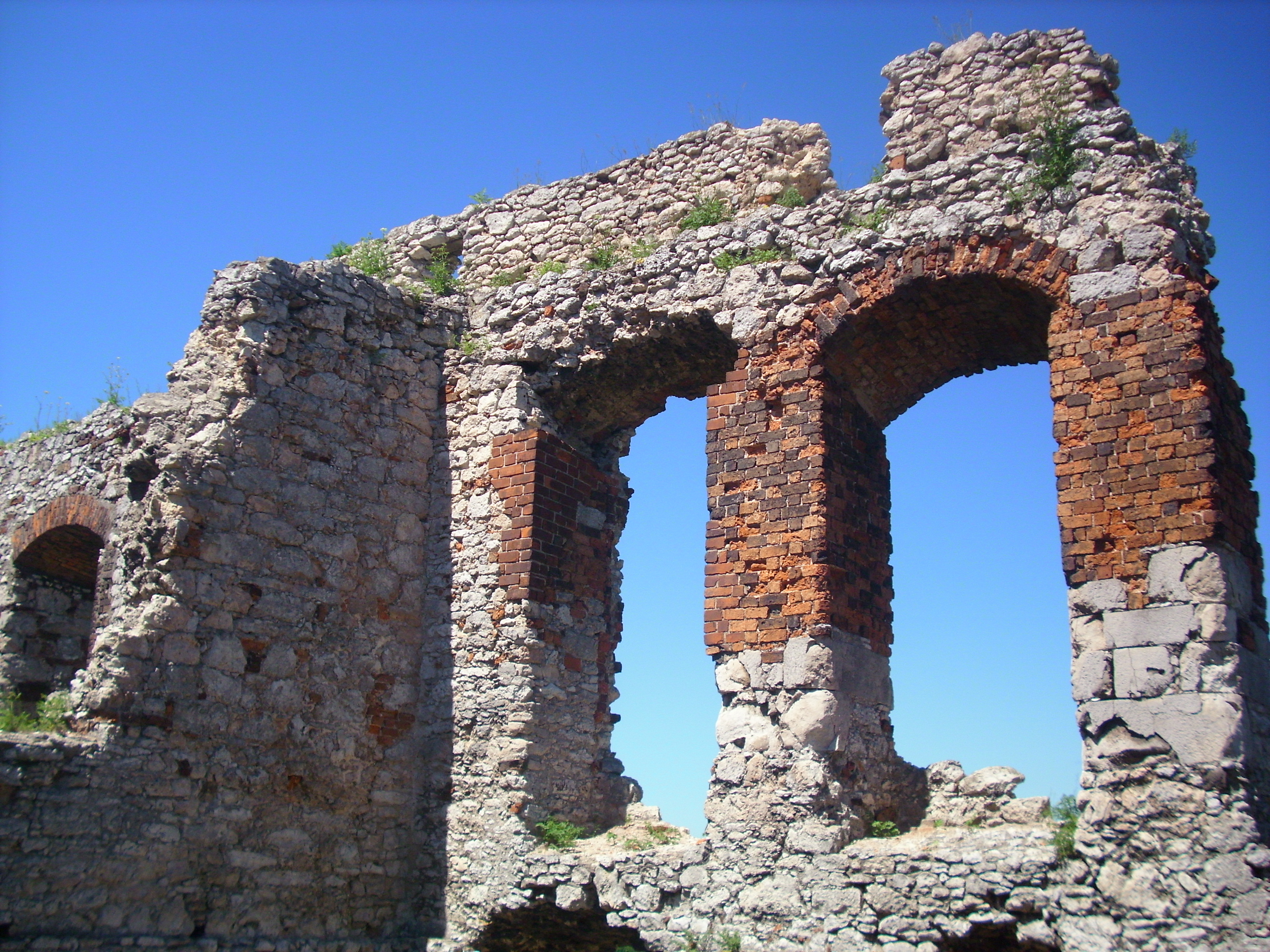
De kasteelramen
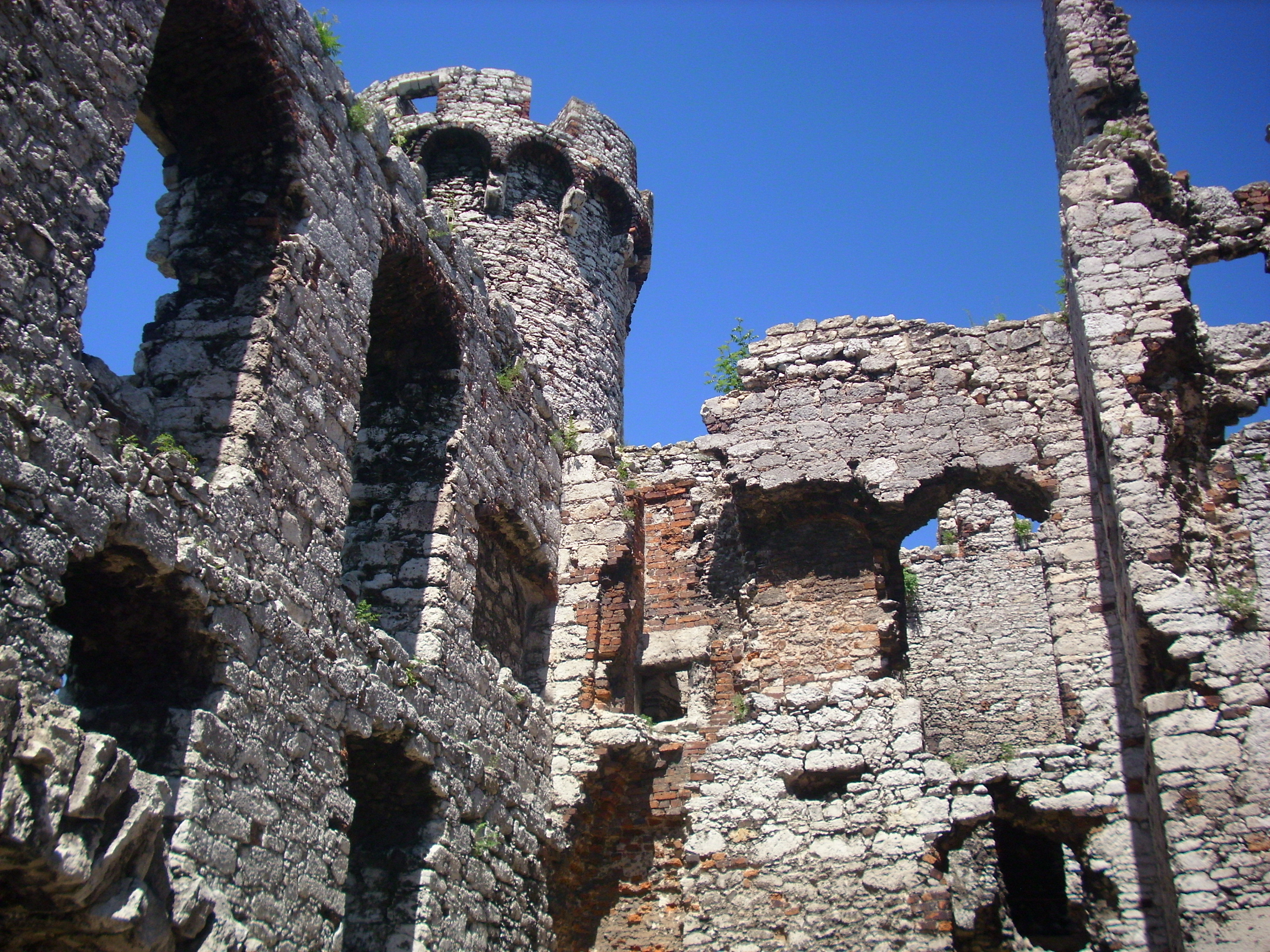
De kasteelmuren
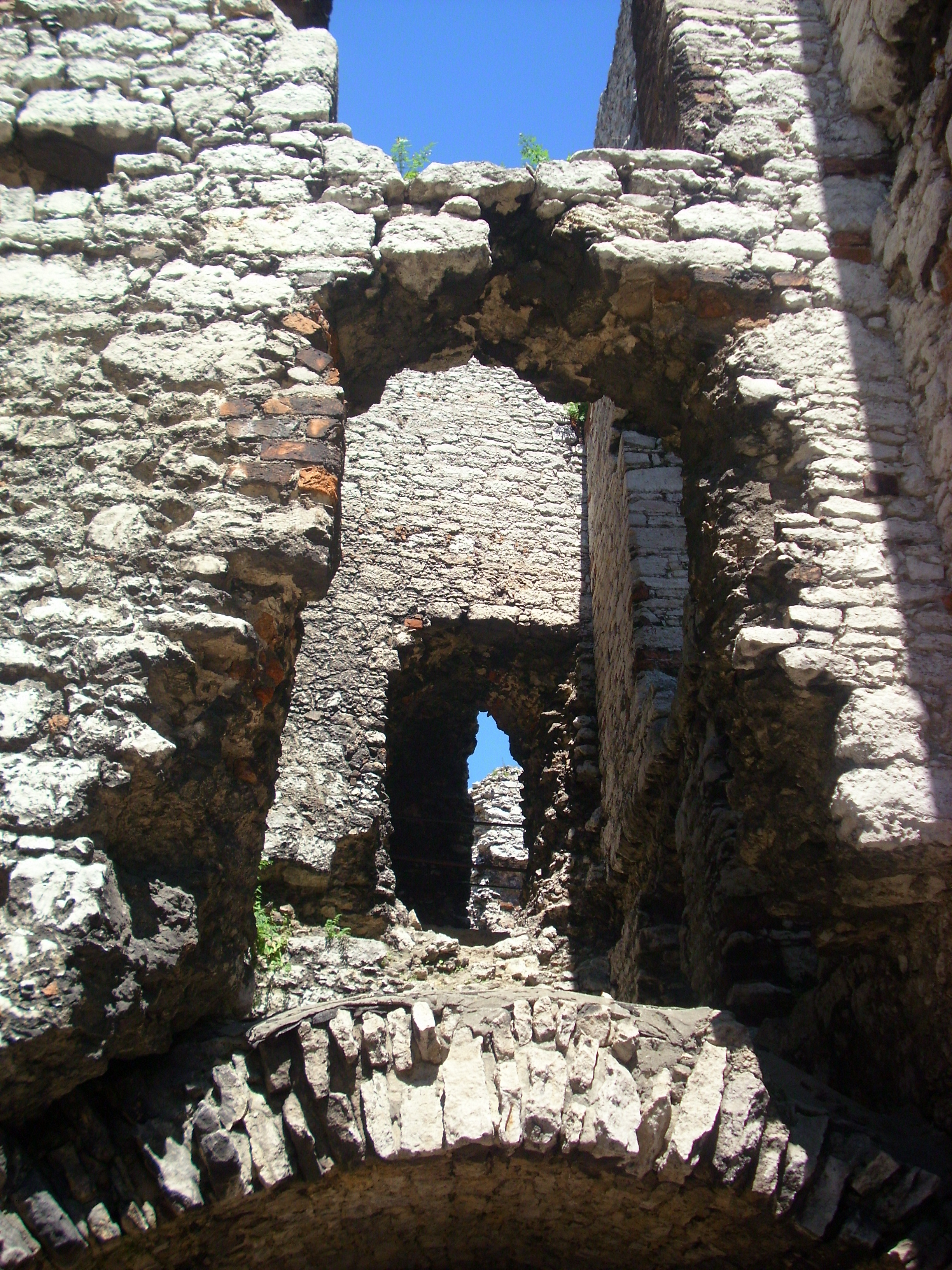
De kasteelmuren
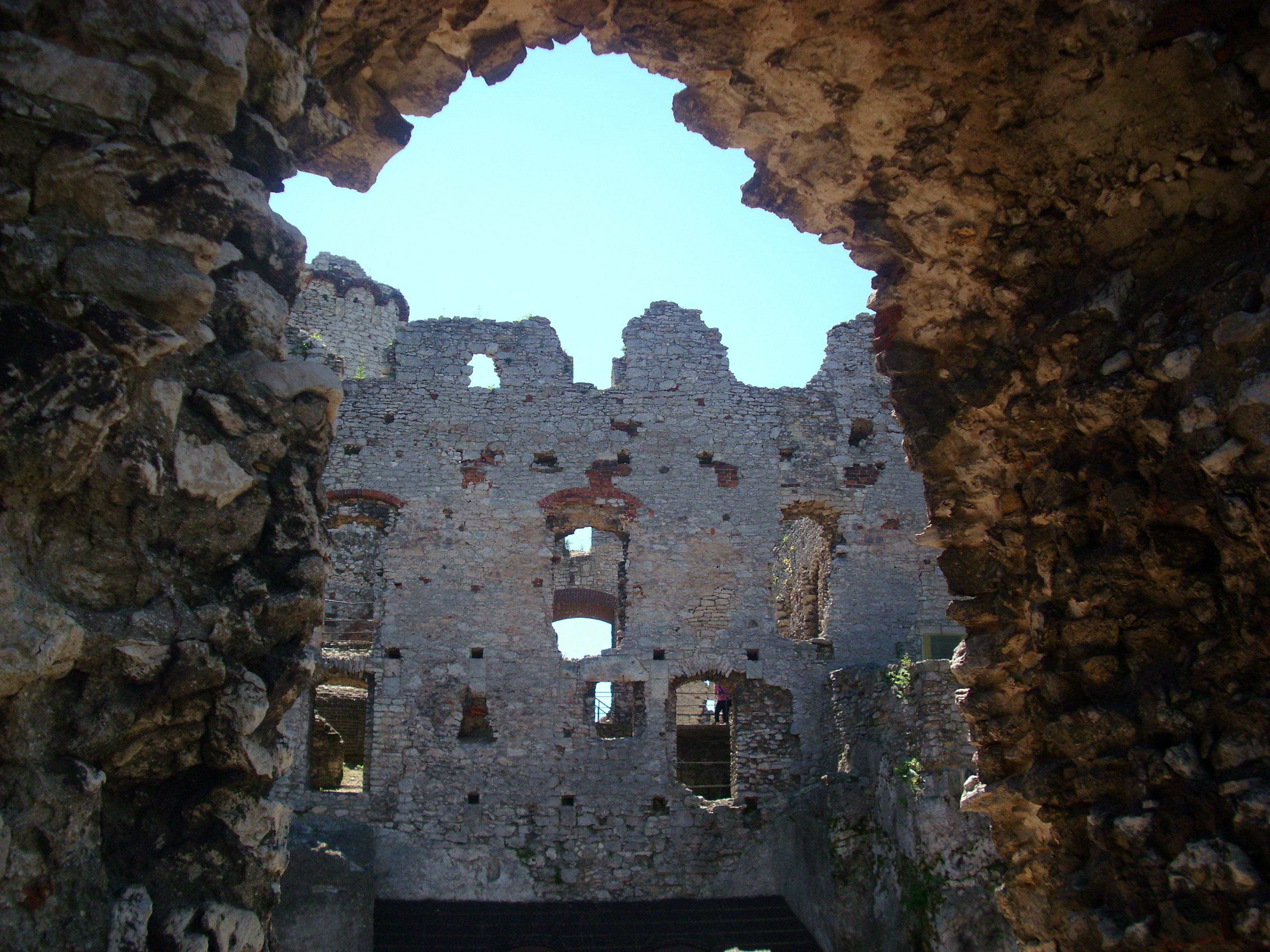
De kasteelmuren
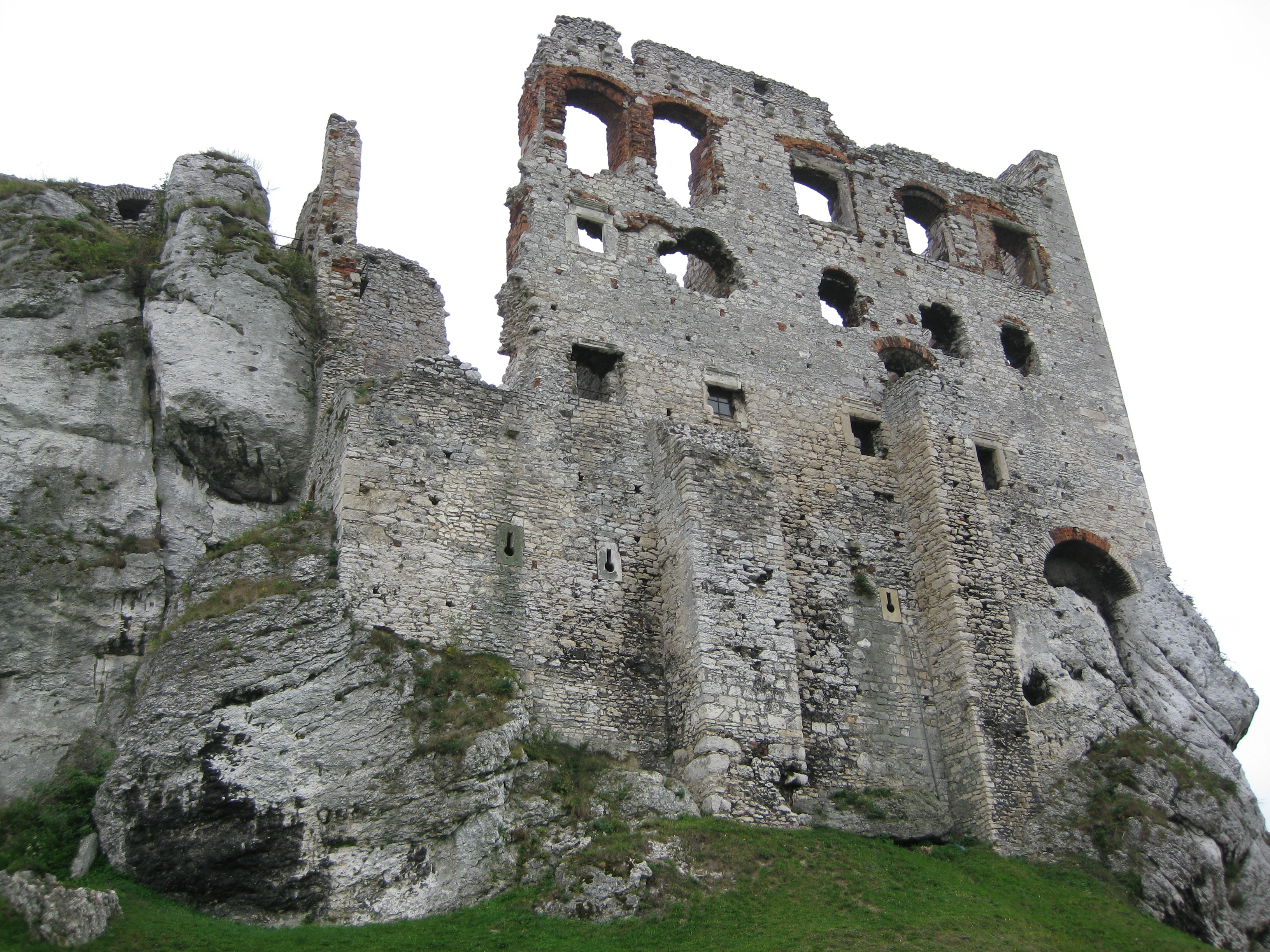
De zuidelijke muur van het kasteel van Ogrodzieniec

Belvedèrepaleis · Kasteel Będzin · Bobolice · Chęciny ·  Groene Poort · Koninklijk Kasteel (Warschau) · Lublin · Łazienkipaleis · Łęczyca · Slot Mariënburg · Marywil · Myślewicki-paleis · Niepołomice · Nowy Sącz · Ogrodzieniec · Kazimierzpaleis ·Paleis onder het blikken dak · Piotrków Trybunalski · Koninklijk Paleis (Poznań) · Sandomierz · Sanok · Saksisch Paleis · Tykocin · Ujazdówkasteel · Wawel · Wilanówpaleis